# Wiesbach (Nahe)
Der Wiesbach ist ein 44,4 Kilometer langer Bach, der im Nordpfälzer Bergland in Rheinland-Pfalz entspringt und bei Grolsheim im Landkreis Mainz-Bingen im selben Bundesland in die Nahe mündet. Das Gewässer II. Ordnung wird vom Wiesbachverband unterhalten, dem die Landkreise Alzey-Worms und Mainz-Bingen angehören. Er gehört neben der Selz und dem Appelbach zu den wichtigen Fließgewässern Rheinhessens.

## Name
Als Oikonym erscheint der Name urkundlich bereits 791–792 („in Wisia marca“). Er leitet sich wahrscheinlich vom germanischen *wis- mit der Bedeutung „Flüssigkeit, Fluss“ ab.

## Geographie

### Verlauf
Der Wiesbach entsteht in der Nähe des Rothenkircherhofes (oberhalb von Oberwiesen) aus dem Winkelbach und den Bächen rund um eine  ehemalige Geflügelfarm. Er mündet bei Gensingen in der Nähe der Rumpf-Mühle in einen Seitenarm der Nahe. Dieser mündet kurz vor Grolsheim zurück in den Hauptfluss. Der Bach fließt durch Oberwiesen, Nieder-Wiesen und Wendelsheim, dort passiert er die bewaldete Kuppe Teufelsrutsch und vereinigt sich mit dem Finkenbach. Im weiteren Verlauf fließt das Gewässer durch Uffhofen, Flonheim, Armsheim, Schimsheim und Wallertheim, an dessen östlichem Ortsrand der Sulzheimer Bach einmündet. Daraufhin passiert der Wiesbach bei Gau-Bickelheim den Wißberg, wo er den Johannsbach (vom Wißberg aus Richtung Sankt Johann kommend) aufnimmt. Nun biegt er nach Nordwesten ab, fließt zunächst durch Sprendlingen, dann an Welgesheim, Zotzenheim und an Gensingen vorbei. Der Bach wird zwischen Wendelsheim und Armsheim von der Bahnlinie Armsheim-Wendelsheim (Wiesbachtalbahn) und zwischen Armsheim und Gensingen-Horrweiler von der Bahnlinie Worms-Bingen (Rheinhessenbahn) begleitet.

### Zuflüsse
- Steindeller Bach (links), 0,8 km und 0,5 km²
- Schanzengraben (rechts), 0,3 km und 0,9 km²
- Goßenbach (links), 0,5 km und 0,3 km²
- Ambach (rechts), 2,5 km und 3,9 km²
- (Bach aus den Molkenwiesen) (rechts), 2,6 km und 2,7 km²
- Kernbach (links), 3,9 km und 5,4 km²
- Wörlebach (links), 1,5 km und 1,7 km²
- Nebelborn (rechts), 1,9 km und 3,3 km²
- (Bach entlang dem Spitzenberg) (links), 1,2 km und 1,1 km²
- Oberwiesenbach (links), 4,6 km und 6,0 km²
- Schniftenberger Bach (links), 0,5 km und 0,5 km²
- Teufelswiesenbach (am Teufelsborn vorbei) (rechts), 2,7 km und 2,7 km²
- Dembach (rechts), 2,1 km und 1,4 km²
- Dornbach (rechts), 1,6 km und 1,0 km²
- Grubenbach (links), 0,3 km und über 0,3 km²
- Nackbach (rechts), 1,7 km und 2,0 km²
- Finkenbach (links), 7,4 km und 18,1 km²
- Moosbach (rechts), 3,2 km und 7,7 km²
- Aulheimer Graben (rechts), 1,8 km und 6,1 km²
- Uffhofer Graben (links), 0,7 km und 2,7 km²
- Bornheimer Bach (rechts), 1,6 km und 3,0 km²
- Mörschgraben (rechts), 5,0 km und 18,7 km²
- Bernhardsgraben (rechts), 2,6 km und 2,2 km²
- Wallertheimer Graben (rechts), 1,6 km und 1,6 km²
- Sulzheimer Bach (rechts), 4,5 km und 19,1 km²
- Gau-Weinheimerbach (rechts), 2,2 km und 4,0 km²
- Johannsbach (rechts), 5,9 km und 10,7 km²
- Höllengraben (rechts), 1,9 km und 3,9 km²
- Zotzenheimer Graben (rechts), 0,9 km und 0,7 km²
- (Bach von der Sonnhöll) (rechts), 1,5 km und 1,8 km²
- (Bach am Steingewann) (links), 1,0 km und 2,2 km²
- Welgesheimer Bach (links), 0,9 km und 0,8 km²
- Kläuerbach (links), 1,0 km und 1,7 km²
- (Graben am Seifenweg) (rechts), 2,2 km und 3,2 km²
- Rumpfmühlgraben (links), 0,7 km und 0,2 km²
- Horrweiler Graben (rechts), 4,8 km und 4,9 km²

## Landschaft und Geologie
Der Wiesbach, ein Nebenfluss der Nahe, entwässert zusammen mit dem Appelbach den Nordwest-Bereich von Rheinhessen. Sein Quellgebiet liegt im Nordpfälzer Bergland, den nördlichen Ausläufern des niederschlagsreichen Donnersbergmassivs, westlich von Haide, einem Stadtteil von Kirchheimbolanden. Im ersten Drittel seines Laufes ist das Bachbett in magmatisches Gestein und Sedimente der Rotliegend-Zeit (285 - 255 Mio. J.) eingeschnitten. Damit einhergehen relativ enge Talungen.
Etwa von Nieder-Wiesen bis Flonheim fließt er durch die reizvolle Landschaft der Rheinhessischen Schweiz. Hier herrschen, außer in der Talaue, auf den armen Böden Mischwälder vor. Oberwiesen nennt sich selbst „Waldgemeinde“. Lange Zeit wichtig waren in dieser Region der Bergbau auf Quecksilber und der Abbau von Bausteinen (vor allem Flonheimer Sandstein). Heute werden im Quellgebiet des Baches (Winkelbach) in riesigen Steinbrüchen Magmatite des Donnersberges gewonnen und zu Schottermaterial verarbeitet. Der weitere Verlauf des Wiesbaches durch die tertiären Ablagerungen des rheinhessischen Hügellandes zeigt eine weite Talung mit flach geneigten Hängen. Diese Landschaft mit ihren fruchtbaren Lössböden ist geprägt durch Wein- und Ackerbau. Nach ca. 44 km erreicht der Wiesbach bei Gensingen die Nahe.